# Phyllogomphoides selysi
Phyllogomphoides selysi är en trollsländeart som först beskrevs av Luisa Eugenia Navas 1924.  Phyllogomphoides selysi ingår i släktet Phyllogomphoides och familjen flodtrollsländor. Inga underarter finns listade i Catalogue of Life.